# Puchar Polski w piłce siatkowej kobiet (1971/1972)
Puchar Polski w piłce siatkowej kobiet 1971/1972 (Puchar Polski o "Puchar Sportowca") – 16. sezon rozgrywek o siatkarski Puchar Polski, rozgrywany od 1932 roku.

## Klasyfikacja końcowa
| Miejsce | Drużyna          |
| ------- | ---------------- |
| 1.      | Start Łódź       |
| 2.      | AZS AWF Warszawa |
| 3.      | Odra Wrocław     |
| 4.      | Polonia Świdnica |
| 5.      | Spójnia Warszawa |
| 6.      | ŁKS Łódź         |